# Dysschema howardi
Dysschema howardi là một loài bướm đêm thuộc phân họ Arctiinae, họ Erebidae.